# Amirat
Amirat település Franciaországban, Alpes-Maritimes megyében. Lakosainak száma 49 fő (2022. január 1.). Amirat Val-de-Chalvagne, La Rochette, Briançonnet, Collongues, Gars és Les Mujouls községekkel határos.

## Fekvése
Grassetől 27 km-rel északnyugatra, Puget-Théniers-től 9 km-rel délre fekvő település.

## Története
Amirat neve az oklevelekben 1043-ban fordult elő először, Adalbert gróf és családja ekkor építtette a St. Cassian templomot. A kastély és a templom később a marseille-i Szt. Viktor apátsághoz tartozott. A 11. században erődített település volt. A falut és templomát, mely a hegy déli lejtőjének szikláira épült, 1376-ban említették.

## Galéria

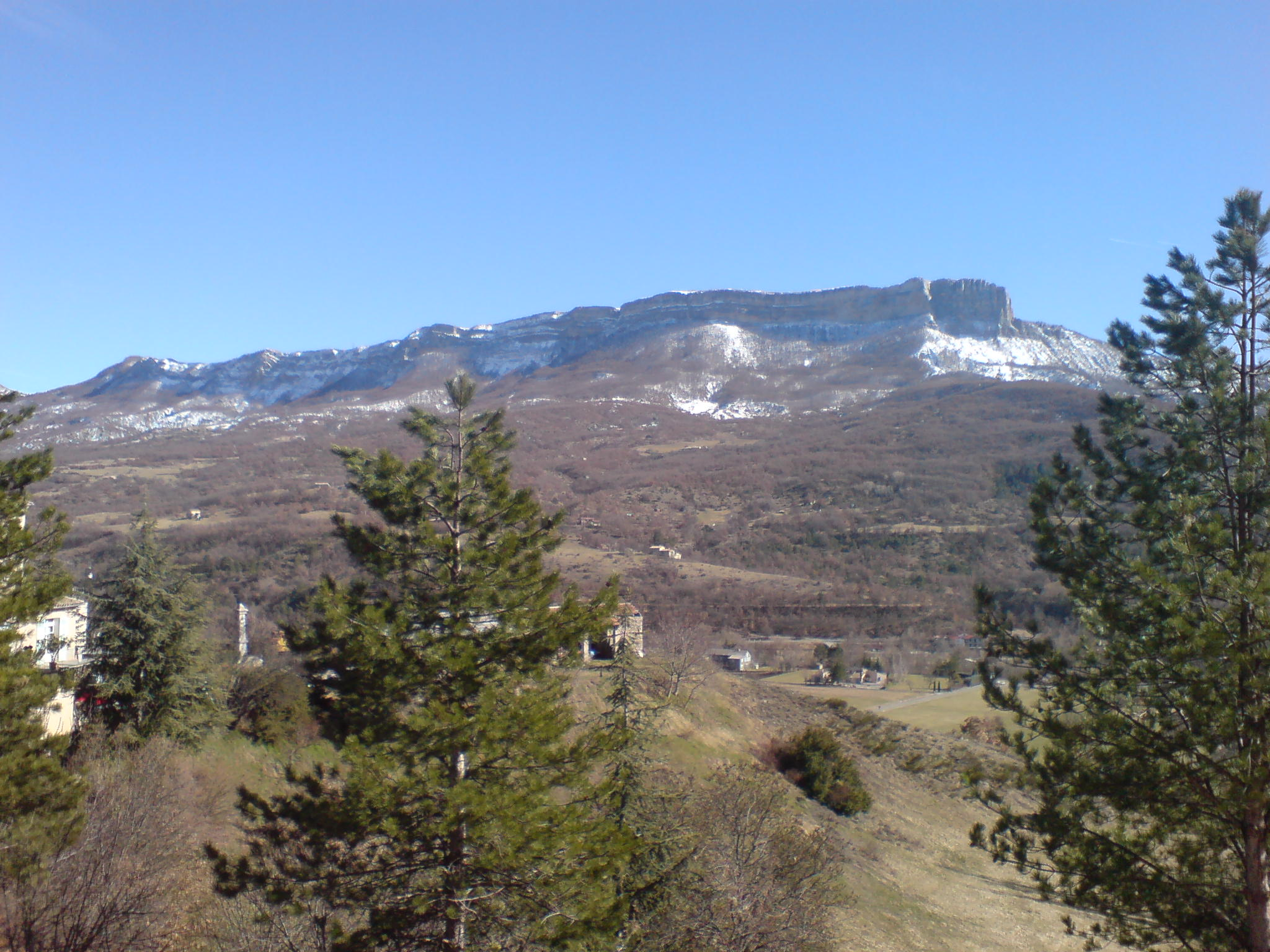
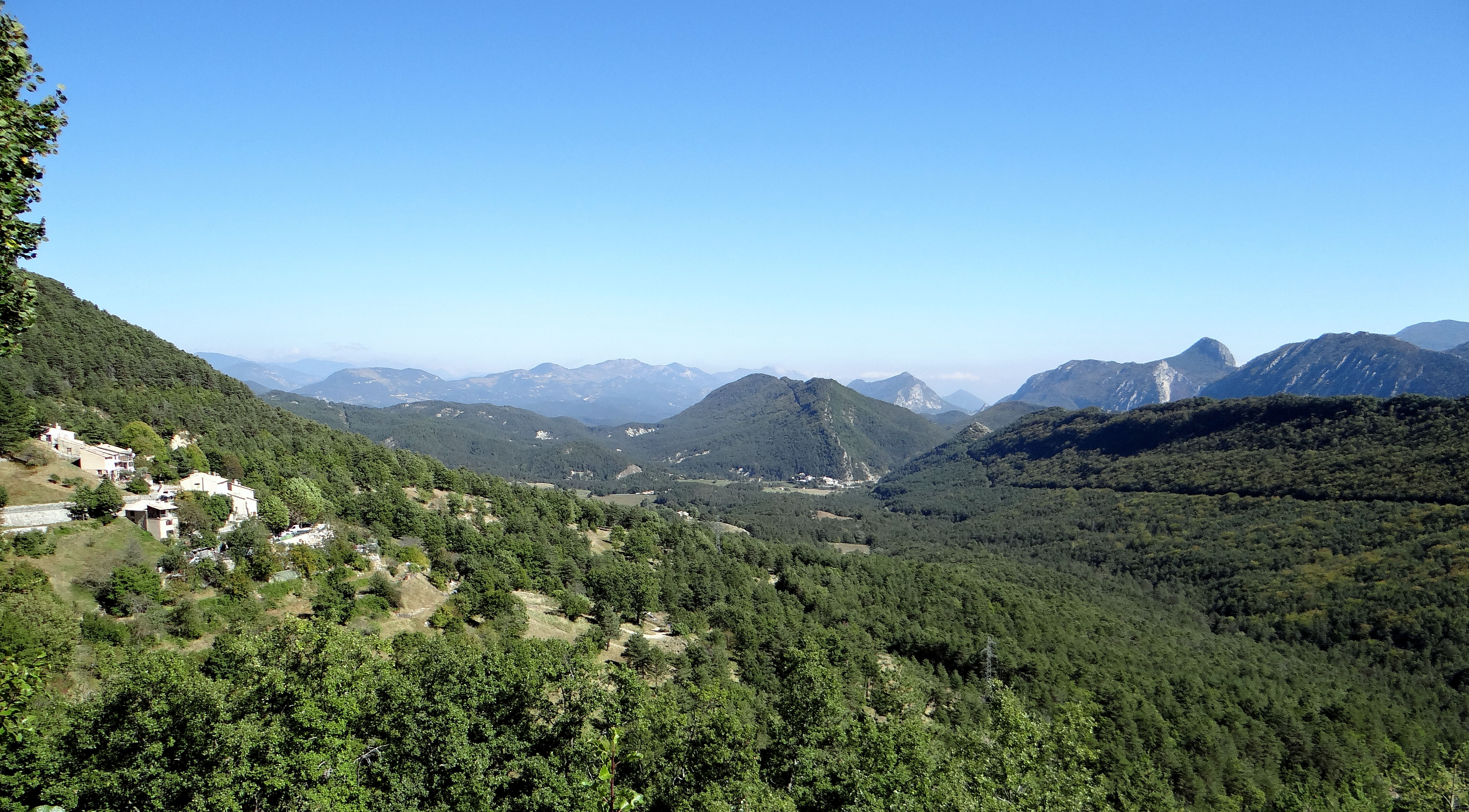
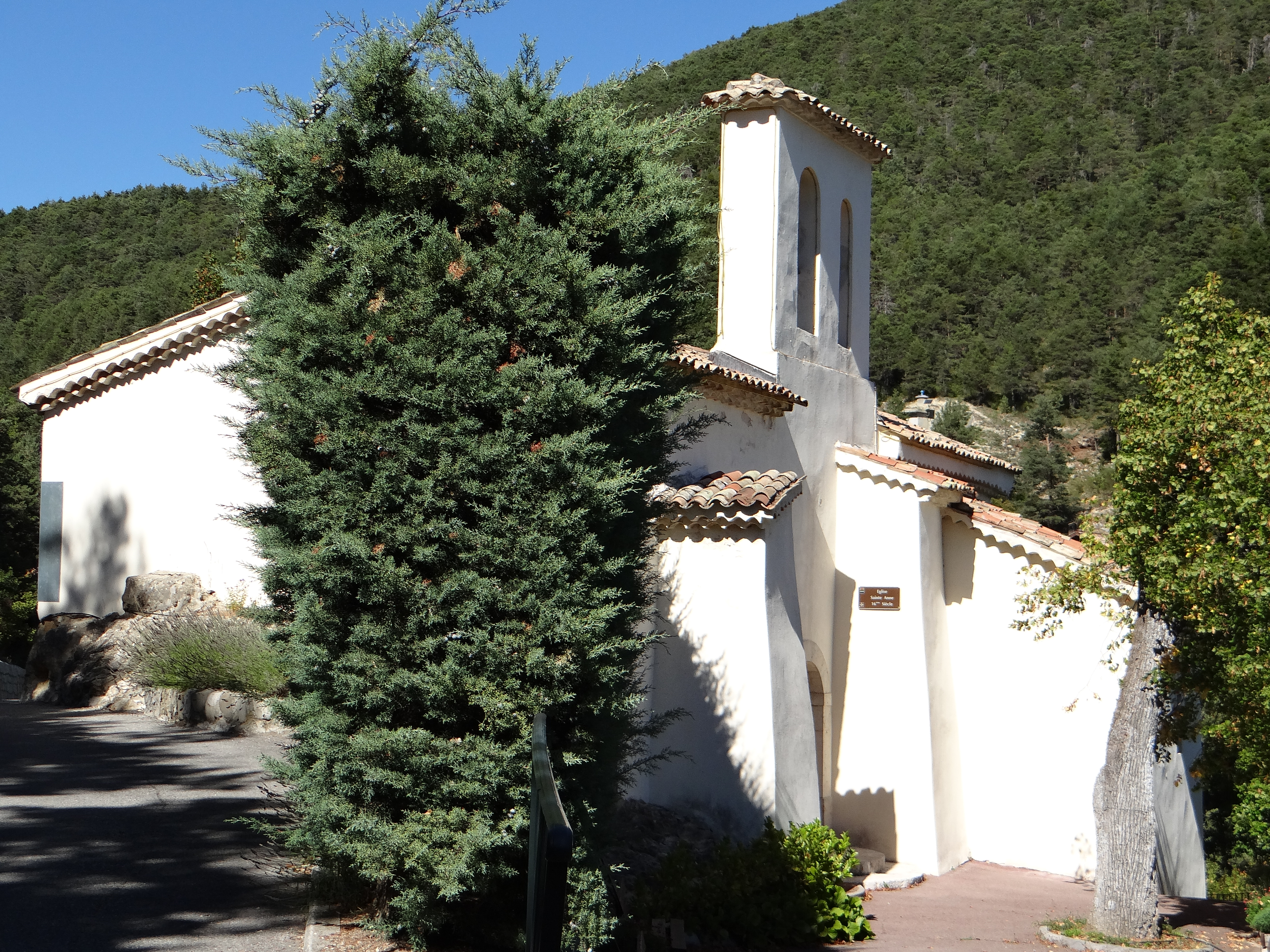
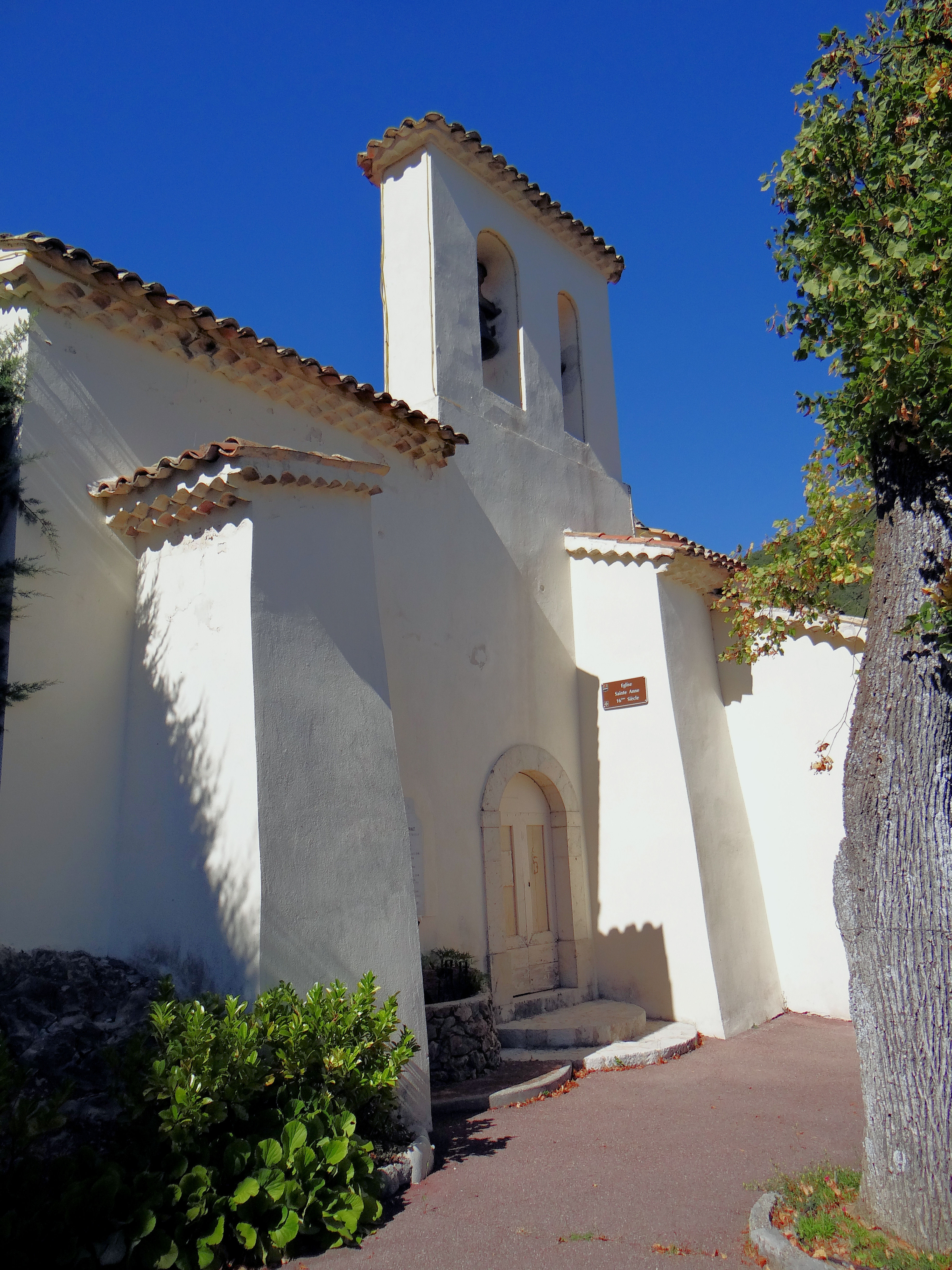
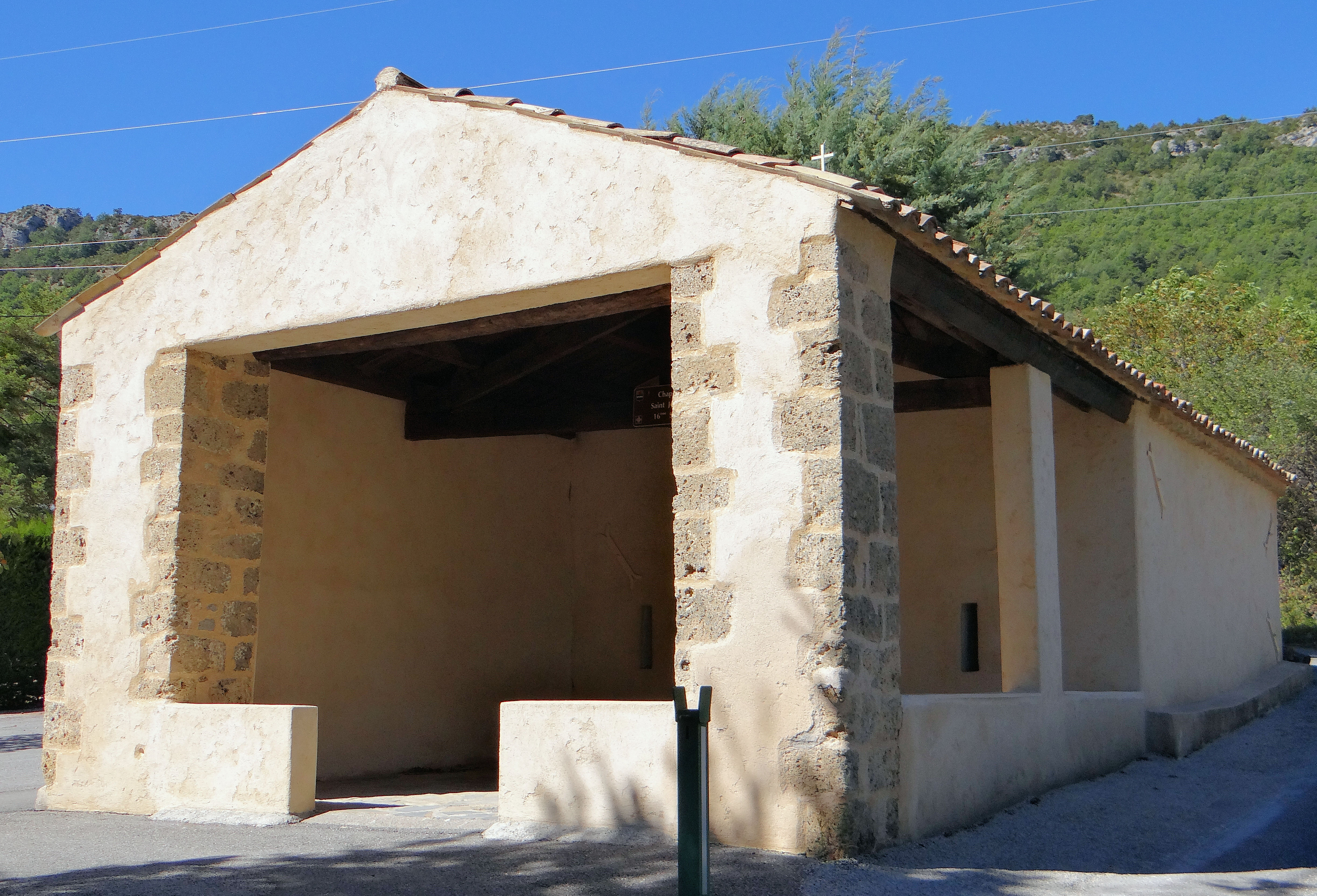
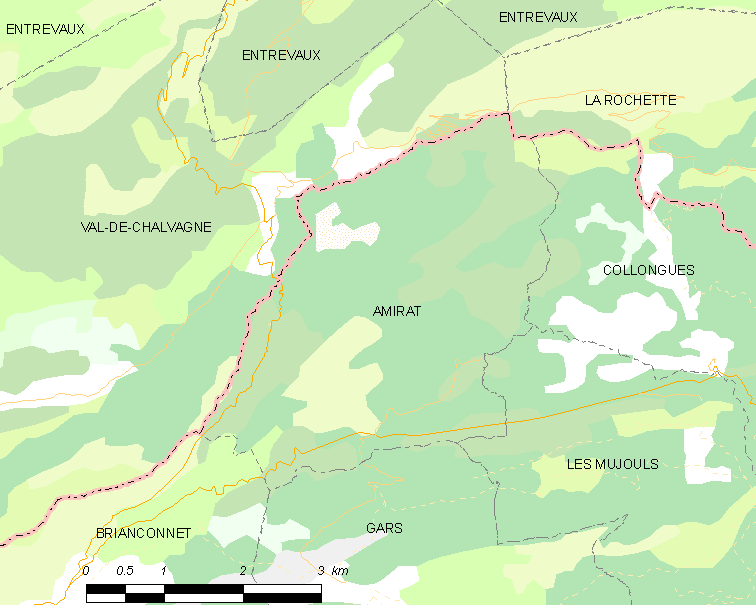